# GD X Taeyang
GD X Taeyang (còn được gọi là GDYB) là một bộ đôi người Hàn Quốc từ YG Entertainment, bao gồm G-Dragon và Taeyang từ Big Bang. Sau nhiều năm xuất hiện trên các vật liệu độc tấu của nhau, bộ đôi đã chính thức phát hành single "Good Boy" vào năm 2014, trong đó tiếp tục đầu bảng xếp hạng Billboard Bài hát kỹ thuật số trên thế giới và bán được hơn một triệu đơn vị kỹ thuật số tại Hàn Quốc.

## Lịch sử
Kwon Ji-yong (G-Dragon) và Dong Young-bae (Taeyang) lần đầu gặp nhau khi còn là thực tập sinh tại YG Entertainment. Sau khi ký hợp đồng với hãng thu âm, họ đã dành năm đầu tiên dọn dẹp phòng thu và lấy chai nước trong quá trình tập nhảy cho các nghệ sĩ của YG. Sau đó Youngbae thừa nhận rằng các nghệ sĩ hiện tại vào thời điểm đó không thân thiện với anh hoặc Jiyong. Kế hoạch ban đầu của cả hai là ra mắt với tư cách là bộ đôi hip-hop GDYB, với Jiyong chọn nghệ danh là G-Dragon ("Ji" được phát âm giống như "G" và Yong (long) trong tiếng Hàn có nghĩa là "rồng"). Mặc dù họ đã xuất hiện nhiều lần với tư cách là một bộ đôi và cá nhân trong âm nhạc của các nghệ sĩ khác, kế hoạch ra mắt của họ đã bị hủy bỏ và họ đã tham gia cùng bốn thực tập sinh khác (T.O.P, Daesung, Seungri và Hyunseung) thành lập nên nhóm Big Bang. Sự thành lập của nhóm đã được ghi lại trên truyền hình, nhưng trước khi ra mắt chính thức, Hyunsung đã bị loại ra khỏi nhóm. Youngbae sau đó đã thông qua nghệ danh Taeyang (thái dương, có nghĩa là "mặt trời"). Thành viên Seungri sau đó thừa nhận rằng G-Dragon ban đầu lạnh lùng với Daesung và bản thân anh vì G-Dragon muốn ở trong bộ đôi hip-hop và không thích bị đưa vào một ban nhạc. Bản thân Taeyang ban đầu cũng do dự về việc được đưa vào một ban nhạc nhưng cuối cùng lại có cảm tình với các thành viên khác. Taeyang himself was also initially hesitant about being placed in a band but eventually warmed up to the other members.
Mặc dù hoạt động với ban nhạc của họ, bộ đôi tiếp tục cộng tác với nhau bên ngoài của vật liệu của Big Bang, G-Dragon tham gia như một nhà văn kiêm nhà sản xuất cho Taeyang đầu tiên đĩa mở rộng Hot (2008), sau đó G-Dragon sau đó đã ghi lại "Part Twl" vào đĩa đơn chính của ep "Only Look at Me" (tiếng Hàn: 나만바라; Romaja: Naman Barabwa). Sau đó, G-Dragon đã có một đoạn rap trong đĩa đơn "I Need a Girl" của Taeyang. Taeyang đã trở lại sự ưu ái bằng cách xuất hiện trong bài hát "Korean Dream" cho album đầu tiên của G-Dragon Heartbreaker (2009). G-Dragon sau đó đã viết và sản xuất một số bài hát cho album đầu tiên và thứ hai của Taeyang Solar (2010) và Rise (2014).
Sự hợp tác chính thức giữa hai người khi GD x Taeyang nổi bật lên vào năm 2014 với bài hát "Good Boy", mà đạt số một trên bảng xếp hạng bài hát thế giới kỹ thuật số của Billboard, khiến nó trở thành lần bản hit đứng thứ ba một tại Hàn Quốc đã đứng đầu bảng xếp hạng, chỉ đứng sau PSY và 2NE1. Đĩa đơn tích lũy 1,2 triệu lượt tải xuống ở Hàn Quốc và video âm nhạc của nó đã tích lũy được hơn 100 triệu lượt xem trên trang web chia sẻ video trên YouTube. Trong năm 2015, bộ đôi tham gia Thử thách cực đại lễ hội âm nhạc, hợp tác với Hwang Kwang-hee của ZE:A cho đĩa đơn "Mapsosa", đứng ở vị trí thứ hai trên Bảng xếp hạng kỹ thuật số Gaon và bán được 1,3 triệu bản vào cuối năm nay, khiến nó trở thành một trong những bài hát bán chạy nhất năm 2015.

## Danh sách đĩa hát

### Album đơn
| Good Boy                                                                                    | - Phát hành: ngày 21 tháng 11 năm 2014 - Nhãn đĩa: YG Entertainment - Định dạng: CD, tải xuống kỹ thuật số | 1 | - KOR: 25.000 |
| "-" biểu thị các bản phát hành không có biểu đồ hoặc không được phát hành trong khu vực đó. | |   |               |

### DVD
| Bài Hát                          | Chi tiết album                                                                           | Vị trí biểu đồ đỉnh | Doanh số     |
| Bài Hát                          | Chi tiết album                                                                           | JPN                 | Doanh số     |
| -------------------------------- | ---------------------------------------------------------------------------------------- | ------------------- | ------------ |
| G-Dragon X Taeyang in Paris 2014 | - Phát hành: ngày 18 tháng 6 năm 2014 - Ngôn ngữ: tiếng Hàn - Nhãn đĩa: YG Entertainment | số 8                | - JPN: 6.033 |

### Single
| Năm  | Bài hát                       | Vị trí cao nhất | Vị trí cao nhất | Vị trí cao nhất | Doanh số                     | Album                         |
| Năm  | Bài hát                       | KOR             | FIN             | US World        | Doanh số                     | Album                         |
| ---- | ----------------------------- | --------------- | --------------- | --------------- | ---------------------------- | ----------------------------- |
| 2014 | "Good Boy"                    | 5               | 21              | 1               | - KOR: 1.260.683 - US: 5,000 | Good Boy / YG Hip Hop Project |
| 2015 | "Mapsosa" (cùng với Kwanghee) | 2               | —               | 10              | - KOR: 1.302.380             | Thử thách cực đại             |

### Sự hợp tác khác
| Năm  | Bài Hát                                                           | Peak positions | Peak positions | Doanh số/lượt tải | Album                 |
| Năm  | Bài Hát                                                           | KOR            | US World       | Doanh số/lượt tải | Album                 |
| ---- | ----------------------------------------------------------------- | -------------- | -------------- | ----------------- | --------------------- |
| 2002 | "Unfold at a Higher Place" (As GDYB)                              | —              | —              | N/A               | Why Be Normal?        |
| 2003 | "Heosubai" (Masta Wu feat GDYB)                                   | —              | —              | N/A               | Masta Peace           |
| 2006 | "Run" (Se7en feat GDYB)                                           | —              | —              | N/A               | 24/SE7EN              |
| 2007 | "Super Fly" (Lexy feat G-Dragon,T.O.P và Taeyang)                 | —              | —              | N/A               | Rush                  |
| 2009 | "Korean Dream" (G-Dragon feat. Taeyang)                           | 3              | —              | N/A               | Heartbreaker          |
| 2009 | "Hallelujah" (T.O.P featur G-Dragon và Taeyang) (Iris soundtrack) | —              | —              | N/A               | Đĩa đơn ngoài album   |
| 2010 | "I Need A Girl" (Taeyang feat G-Dragon)                           | 1              | —              | - KOR: 1.876.167  | Solar                 |
| 2013 | "Let's Talk About Love" (Seungri feat. G-Dragon và Taeyang)       | 15             | 9              | - KOR: 266.006    | Let's Talk About Love |
| 2014 | "Stay With Me" (Taeyang feat G-Dragon)                            | 7              | 4              | - KOR: 343.555    | Rise                  |

## Giải thưởng và đề cử
| Năm  | Tên                     | Bài Hát    | Giải thưởng          | Kết quả   | Tham chiếu |
| ---- | ----------------------- | ---------- | -------------------- | --------- | ---------- |
| 2015 | YouTube Music Awards    | "Good Boy" | Honored Artist       | Đoạt giải |            |
| 2015 | Melon Music Awards      | "Mapsosa"  | Hot Trend Award 2015 | Đoạt giải |            |
| 2015 | Weekly Popularity Award | "Mapsosa"  | 7 tháng 9            | Đoạt giải |            |
| 2015 | Weekly Popularity Award | "Mapsosa"  | 14 tháng 9           | Đoạt giải |            |
| 2015 | Weekly Popularity Award | "Mapsosa"  | 21 tháng 9           | Đoạt giải |            |

### Chương trình âm nhạc

#### Inkigayocủa đài SBS
| Năm  | Ngày        | Bài hát                                   |
| ---- | ----------- | ----------------------------------------- |
| 2010 | 18 tháng 7  | "I Need A Gril" (Tae Yang feat. G-Dragon) |
| 2010 | 25 tháng 7  | "I Need A Gril" (Tae Yang feat. G-Dragon) |
| 2014 | 30 tháng 11 | "Good Boy" (GD X TAEYANG)                 |
| 2015 | 4 tháng 1   | "Good Boy" (GD X TAEYANG)                 |

#### M! Countdowncủa đài Mnet
| Năm  | Ngày      | Bài hát                                  |
| ---- | --------- | ---------------------------------------- |
| 2010 | 8 tháng 7 | "I Need A Gril" (Taeyang feat. G-Dragon) |

#### Music Bankcủa đài KBS
| Năm  | Ngày       | Bài hát                                  |
| ---- | ---------- | ---------------------------------------- |
| 2010 | 16 tháng 7 | "I Need a Girl" (Taeyang feat. G-Dragon) |